# 왕연정
왕연정(王延政, ? ~ 951년)은 오대십국시대 민나라의 마지막 국왕(재위 : 943년 ~ 945년)이다. 시호는 복공의왕(福恭懿王)이다.

## 생애
왕연정은 왕심지의 아들이다. 그의 형 왕연희는 즉위 후에 사치와 황음하게 지내 있었고 왕연정은 이 행태에 간언을 하였고 왕연정의 간언을 싫어한 왕연희는 그를 소외를 당하게 하고 양자의 대립은 깊어졌다. 940년(영륭 2년) 왕연희는 왕연정이 절도사로서 부임하고 있던 건주(建州)를 공격을 하였고 이에 대해 왕연정(王延政)이 건주(建州)에서 황제라 칭하고 나라 이름을 은(殷)이라고 했다. 그러나 왕연정도 또한 즉위 후에는 방만한 재정을 실시하여, 백성들이 살아가기에 매우 괴롭게 되었다.
이듬해 왕연희는 주문진과 연중우에게 살해되고, 주문진이 그 뒤를 이어 민왕에 즉위했다. 그러나 왕연정이 이끄는 군대의 공격을 받고, 주문진과 연중우는 부하의 손에 죽음을 당했다. 이후 왕연정이 민왕의 지위를 물려받았으나, 은황제로 재위 기간을 포함하여 민황제로 즉위 이후에도 방만한 재정운영과 과도한 세금징수 등으로 백성들의 원성을 샀다. 이 혼란한 내정을 지켜본 왕연정의 두 조카 왕계훈(王繼勳)과 왕계성(王繼成)이 각자 자립하여 나라는 분열 상태에 빠졌다. 이 상황을 지켜본 남당의 황제 이경(李璟)이 군대를 이끌고 공격하여 민나라를 멸망시키고, 왕연정과 일족은 남당의 수도 금릉으로 끌려와 남당의 영토에서 생을 마감했다.
| 전임 없음 (번진 신설) | 진무군 절도사 941년 ~ 943년 | 후임 없음 (은나라의 황제를 자칭) |

| 전임 없음 (민나라의 새 파생국) | 은나라의 황제 943년 ~ 945년 | 후임 없음 (국호를 민나라로 개정) |

| 전임 민 경종 왕희 | 중국의 황제 (북서 복건 지방) (명목상) 943년 ~ 945년 | 후임 남당 원종 이경 |

| 전임 민 경종 왕희 | 중국의 지배자 (북서 복건 지방) (사실상) 940년 ~ 945년 | 후임 남당 원종 이경 |

| 전임 주문진 | 중국의 황제 (남방 복건 지방) 944년 ~ 945년 | 후임 남당 원종 이경 |

| 전임 주문진 | 중국의 황제 (북동 복건 지방) (명목상) 944년 ~ 945년 | 후임 탁암명 |

| 전임 주문진 | 중국의 지배자 (북동 복건 지방) (사실상) 944년 ~ 945년 | 후임 이인달 |

| 전임 주문진 | 민나라의 황제 945년 | 후임 없음 (왕조 멸망) |

| 전임 주문진 | 제8대 민나라의 군주 945년 | 후임 없음 (왕조 멸망) |

| 전임 (미상) | 안화군 절도사 947년 ~ 951년 | 후임 (미상) |

| 전임 (미상) | 산남서도 절도사 (요령) 951년 | 후임 (미상) |